# Seznam památných stromů v okrese Kolín
Toto je seznam památných stromů v okrese Kolín.
| Název                                                | Obrázek                                                                            | Umístění                                                | Druh                          | Obvod [v cm]  | Kód wikidata     | Galerie                                                                   | Poznámka |
| ---------------------------------------------------- | ---------------------------------------------------------------------------------- | ------------------------------------------------------- | ----------------------------- | ------------- | ---------------- | ------------------------------------------------------------------------- | --- |
| Bečvárecký jilm vaz                                  |                                                                                    | Bečváry 49°57′27″ s. š., 15°4′34″ v. d.                 | jilm vaz                      | 319           | 105841 Q26790416 | Kategorie „Bečvárecký jilm vaz“ na Wikimedia Commons                      | V obci u garáží za budovou bývalého kina u silnice Praha – Kutná Hora – Pardubice. Kmen na bázi přechází v široké náběhy, dělí se na tři kosterní větve. Úžlabí bez poškození, mírně problematická. Koruna je zdravá, s běžným množstvím suchých větví, s místy olámanými i silnějšími větvemi v důsledku silného větru. |
| Lípa Semanských                                      | Lípa Semanských od severu (od hlavní silnice)                                      | Bečváry 49°57′21″ s. š., 15°4′33″ v. d.                 | lípa malolistá                | 229           | 105604 Q26790177 | Kategorie „Lípa Semanských“ na Wikimedia Commons                          | V obci na dvoře čp. 117. Kmen se dělí na dvě kosterní větve z nichž ta směrem do dvora se téměř současně rovněž rozdvojuje. Větvení jsou tlaková, v současné době bez známek poškození. Menší větev směřující k domu byla v minulosti zkrácena. Koruna je zdravá s minimálním procentem suchých drobnějších větví. |
| Podbečvárecká lípa                                   |                                                                                    | Bečváry 49°57′49″ s. š., 15°3′28″ v. d.                 | lípa malolistá                | 655           | 104029 Q26789056 |                                                                           | Roste v údolí u bývalého mlýna. Kmen špatný, koruna svázaná, ve 3 m se dělila na tři hlavní větve. 23. července 2009 došlo vlivem vichřice k pádu nejsilnější větve, rozlomení druhé kosterní větve a polámání v horních partiích koruny třetí větve památné lípy. Při této události došlo k poškození majetku (přilehlé nemovitosti). Po této události orgán ochrany a přírody MěÚ Kolín vydal souhlas k ošetření památné lípy při kterém došlo k zkrácení poslední kosterní větve na úroveň rozvětvení a k začištění zlomů po ostatních kosterních větvích. Tento souhlas obdržela AOPK ČR na vědomí. Z památné lípy zůstalo zachováno pouze cca 3 m vysoké torzo. |
| Bělušický dub                                        | Solitérní dub u Bělušic                                                            | Bělušice 50°4′27″ s. š., 15°19′15″ v. d.                | dub letní                     | 317           | 104012 Q11706788 | Kategorie „Bělušický dub“ na Wikimedia Commons                            | Za obcí v polích v lokalitě V chrastí. Napadený ochmetem ve vrcholu koruny. |
| Bořetická lípa                                       |                                                                                    | Bořetice u Kolína 49°58′ s. š., 15°10′4″ v. d.          | lípa malolistá                | 494           | 104047 Q26789071 | Kategorie „Lípa v Bořeticích“ na Wikimedia Commons                        | V obci na návsi u kapličky sv. Jana Nepomuckého. |
| Dub Ronovských v Božci                               |                                                                                    | Božec 50°4′32″ s. š., 15°21′40″ v. d.                   | dub letní                     | 393           | 104081 Q26789091 |                                                                           | Na severozápadním okraji obce v zahradě u čp. 18. V roce 2009 byla koruna silně proschlá, napadená ochmetem, poškozený kmen, nejspíše od blesku. Odlomená jedna ze tří kosterních větví. |
| Cerhenická babyka                                    | Cerhenická babyka                                                                  | Cerhenice 50°4′13″ s. š., 15°3′44″ v. d.                | javor babyka                  | 240           | 104079 Q26789090 | Kategorie „Cerhenická babyka“ na Wikimedia Commons                        | Na kraji lesa u cesty Cerhenice – Cerhýnky, proti hřbitovu. Mohutná široká koruna je rozvětvená z jednoho místa. Konce větví zasychají. |
| Lípa v Církvici †                                    |                                                                                    | Církvice u Kolína 49°54′32″ s. š., 15°0′47″ v. d.       | lípa malolistá                | 392           | 104078           |                                                                           | Na jižním okraji obce, u sochy sv. Jana, nedaleko cyklistické trasy 0127. Na podzim 1995 se odlomila část koruny na stavení čp. 79. V noci na 1. prosince došlo vlivem silného větru k fatálnímu rozlomení koruny stromu. Ochrana zrušena 12. března 2013. |
| Lípa na Zadním Hrádku †                              | Zbytky památné lípy u hájovny                                                      | Červený Hrádek u Bečvár 49°55′43″ s. š., 15°5′43″ v. d. | lípa malolistá                | 302           | 104082 Q26789092 | Kategorie „Lípa na Zadním Hrádku“ na Wikimedia Commons                    | U hájovny na okraji lesa tzv. Hrádeckého, při silnici na Uhlířské Janovice. Torzo stromu pozorované ještě v roce 2005 již neexistuje, na parcele není ani stopa po pařezu. |
| Lípy na Visalkách                                    | Lípa SV od Červeného Hrádku (severněji než Lípy u křížkuk)                         | Červený Hrádek u Bečvár 49°56′47″ s. š., 15°6′29″ v. d. | lípa malolistá (2)            | 0             | 104048 Q12034643 | Kategorie „Lípy na Visálkách“ na Wikimedia Commons                        | Původně dva památné stromy na návrší zvaném Visalky cca 1 km severovýchodně od Červeného Hrádku. Jedna lípa padla někdy mezi lety 2000 a 2003. Zrušovací rozhodnutí nebylo doručeno. U stromu ukryta schránka na geocaching. |
| Lípy u křížku v Červeném Hrádku                      |                                                                                    | Červený Hrádek u Bečvár 49°56′34″ s. š., 15°6′43″ v. d. | lípa malolistá (2)            | 0             | 104083 Q12034731 | Kategorie „Lípy u Červeného Hrádku“ na Wikimedia Commons                  | Dva památné stromy rostou východně od Hrádku v poli u křížku. V roce 2018 u jednoho stromu směrem k poli redukovaná koruna. Došlo k odlomení části kosterní větve, odštípla se část kmene až k bázi, zbylá část větve je suchá, otvor do dutiny. Na bázi kmene v těchto místech hniloba. Druhá lípa ve vrcholu prosychá. Směrem k poli poranění v celé délce kmene vzniklé odlomením silné větve, nefunkční stříška na jejím pahýlu, velké množství vysypaných trusinek pod stromem. |
| Slovanská lípa                                       |                                                                                    | Dobré Pole u Vitic 50°0′2″ s. š., 14°55′33″ v. d.       | lípa malolistá                | 527           | 104046 Q26789070 | Kategorie „Slovanská lípa“ na Wikimedia Commons                           | Ve středu obce na volném prostranství u červeně značené turistické stezky a u cyklistické trasy 0088. V koruně je svázaná lany, větve ošetřeny, rozvětvuje se z jednoho bodu na tři hlavní části. |
| Dománovický břek                                     |                                                                                    | Dománovice 50°6′35″ s. š., 15°19′57″ v. d.              | jeřáb břek                    | 180           | 104064 Q26789080 |                                                                           | V lesním oddělení 211 c11 (dříve 45 d1), východně od dománovického lesního hřbitova. Vysoký, rovný, vyvětvený kmen, nahoře i dole je dutina. Plodí. |
| Lípa v Drahobudicích                                 |                                                                                    | Drahobudice 49°56′11″ s. š., 15°4′19″ v. d.             | lípa malolistá                | 292           | 104007 Q26789035 |                                                                           | Na okraji návsi u cyklistické trasy 1. |
| Lípa v Horních Krutech                               |                                                                                    | Horní Kruty 49°55′8″ s. š., 14°57′33″ v. d.             | lípa malolistá                | 293           | 104045 Q26789068 | Kategorie „Lípa v Horních Krutech“ na Wikimedia Commons                   | U kostela sv. Vácava vpravo před vchodem na starý hřbitov. |
| Hradešínský jasan                                    |                                                                                    | Hradešín 50°2′30″ s. š., 14°45′22″ v. d.                | jasan ztepilý                 | 367           | 104044 Q26789067 | Kategorie „Hradešínský jasan“ na Wikimedia Commons                        | Na sv. straně návrší s kostelem, před čp. 26 u červeně značené turistické stezky a u naučné stezky Hradešín. |
| Hrušeň u Hřib                                        |                                                                                    | Hřiby 50°2′23″ s. š., 14°54′55″ v. d.                   | hrušeň obecná                 | 370           | 104040 Q26789064 |                                                                           | 600 m severozápadně od obce u silnice na Bylany. Kmen dutý, rozpadlý, jedna větev je vylomená až k zemi. Je velmi životná, ale konce větví zasychají. Má dost velké plody. V roce 2017 stav víceméně nezměněn, suché konce kosterních větví, koruna poměrně hustá, kmen „průhledný“, v trouchu dutiny nalezeny trusinky zlatohlávků. |
| Lípa u Chotouchova                                   |                                                                                    | Chotouchov 49°57′34″ s. š., 15°7′53″ v. d.              | lípa malolistá                | 313           | 104077 Q26789089 |                                                                           | Ve stráni s borovým porostem nad východním okrajem obce. |
| Hrušeň v Jestřábí Lhotě †                            |                                                                                    | Jestřabí Lhota                                          | hrušeň                        | 364           | 105189 Q74844198 |                                                                           | U komunikace vedoucí do Volárny; OÚ Kolín v roce 1994 zaslal dotazník, kde je uvedeno, že strom byl zničen požárem a odstraněn. Původní číslo ústředního seznamu 204029.1/1 |
| Buk v ul. Sladkovského                               | Kolín, buk lesní v Sladkovského ulici                                              | Kolín 50°1′28″ s. š., 15°12′35″ v. d.                   | buk lesní                     | 268           | 104018 Q26789045 | Kategorie „Buk_v_Sladkovského_ulici“ na Wikimedia Commons                 | V ul. Sladkovského u veřejné komunikace |
| Buk za Obecním dvorem                                | Kolín, buk lesní v parčíku mezi ulicí Jaselská a Obecním dvorem                    | Kolín 50°1′29″ s. š., 15°11′51″ v. d.                   | buk lesní                     | 265           | 104005 Q26789031 | Kategorie „Buk_za_Obecním_dvorem“ na Wikimedia Commons                    | Roste v parčíku za Obecním dvorem, vedle ulice Jaselská. |
| Cukrový javor v Kolíně                               | Kolín, cukrový javor: javor stříbrný (na dvoře Dukelských hrdinů 583)              | Kolín 50°1′22″ s. š., 15°12′45″ v. d.                   | javor stříbrný                | 493           | 104075 Q26789087 | Kategorie „Cukrový_javor_v_Kolíně“ na Wikimedia Commons                   | Dukelských hrdinů 583, na dvoře. Velmi pěkný strom s boulovitým a mohutným kmenem. Rozvětvuje se z jednoho místa, větve od vrcholu zasychají. |
| Javory u gymnázia                                    | Kolín, dva javory (javor klen + javor mléč) u gymnázie, pohled z ulice U Nemocnice | Kolín 50°1′17″ s. š., 15°11′50″ v. d.                   | javor mléč (1) javor klen (1) | 0             | 104027 Q26779982 | Kategorie „Javory_u_gymnázia“ na Wikimedia Commons                        | Dva památné stromy rostou u sportovního areálu školy. V roce 2004 měl klen obvod kmene 320 cm. Krátký válcovitý kmen, silné kořenové náběhy, kmen se dělí na pět hlavních větví, koruna jednostranná. Okolí zaasfaltováno. |
| Jinan v Kolíně                                       | Kolín, jinandvoulaločný v Kolíně                                                   | Kolín 50°1′37″ s. š., 15°12′18″ v. d.                   | jinan dvoulaločný             | 293           | 104073 Q26789085 | Kategorie „Jinan_v_Kolíně“ na Wikimedia Commons                           | Ve dvoře Obchodní akademie na ulici Kutnohorská čp. 41. Strom má štíhlou a vysokou korunu, větve směřují kolmo vzhůru, boule na kmeni, plodí. |
| Jinan v ul. Sladkovského                             | Kolín, jinan dvoulaločný v Sladkovského ulici                                      | Kolín 50°1′28″ s. š., 15°12′36″ v. d.                   | jinan dvoulaločný             | 190           | 104017 Q26789043 | Kategorie „Jinan_v_Sladkovského_ulici“ na Wikimedia Commons               | V ulici Sladkovského, 10 m od veřejné komunikace. |
| Jírovec ve Zborovské ulici                           | Kolín, jírovec maďal ve Zborovské ulici                                            | Kolín 50°1′46″ s. š., 15°11′25″ v. d.                   | jírovec maďal                 | 300           | 104009 Q26789039 | Kategorie „Jírovec_ve_Zborovské_ulici“ na Wikimedia Commons               | Křižovatka ulic Zborovská, Pražská a Mikoláše Alše. |
| Maďal u gymnázia                                     | Kolín, jírovec maďal před budovou gymnázia                                         | Kolín 50°1′17″ s. š., 15°11′53″ v. d.                   | jírovec maďal                 | 300           | 104074 Q26789086 | Kategorie „Maďal_u_gymnázia“ na Wikimedia Commons                         | Památný strom je v Žižkově ulici čp. 162 před kolínským gymnáziem u žlutě značené turistické stezky. |
| Platan u Radimského mlýna                            | Kolín, platan javorolistý u Radimského mlýna, na pravém břehu Labe                 | Kolín 50°1′49″ s. š., 15°12′4″ v. d.                    | platan javorolistý            | 363           | 104025 Q26789053 | Kategorie „Platan_u_Radimského_mlýna“ na Wikimedia Commons                | Na dvoře objektu Mlýn a velkoobchod Radimský, na pravém břehu Labe u Labské cyklistické trasy 2. |
| Platan v Havlíčkově ulici                            | Kolín, platan javorolistý v Havlíčkově ulici (za hlavní vrátnicí ve dvoře Tesly)   | Kolín 50°1′2″ s. š., 15°13′4″ v. d.                     | platan javorolistý            | 445           | 104028 Q26789054 | Kategorie „Platan_v_Havlíčkově_ulici“ na Wikimedia Commons                | Za hlavní vrátnicí ve dvoře bývalé Tesly nedaleko cyklistických tras 0106 a EV4. |
| Duby na Souškách                                     |                                                                                    | Konárovice 50°1′21″ s. š., 15°16′47″ v. d.              | dub letní (18)                | 0             | 104071 Q26779978 |                                                                           | 19 památných stromů při levém břehu Labe V souškách, les. odd. 14 a1, a2, a3 polesí Starý Kolín |
| Duby u Včelína                                       | Východnější, mohutnější, ale již odumřelý z památných dubů                         | Konárovice 50°2′57″ s. š., 15°16′46″ v. d.              | dub letní (2)                 | 395,492       | 104072 Q26779979 | Kategorie „Duby u Včelína“ na Wikimedia Commons                           | Dva staré doupné stromy rostou v lesním odd. 61b2 v místě bývalé konárovické obory u zeleně značené turistické stezky vedoucí z obce Jelen do chatové osady Včelín. Větší z nich je již zcela suchý, druhý po starém požáru s velkou dutinou, ale stále živý, se zavěšeným obrázkem s náboženským motivem. U paty měl odřenou kůru na kmeni. V roce 1992 v koruně pahýly, proschlé větve, trouchnivějící kmen do výše cca 3 m. V roce 2014 ze strany lesního porostu rozsáhlá dutina, kterou někdo vypálil, vysypaný trouch, na kosterní větvi poranění od blesku, živý, suché větve a jejich pahýly v zastíněné části koruny, nejníže položená a nejmohutnější větev směřuje k cestě. Stromy jsou významným refugiem dřevních brouků z nichž někteří zde pozorovaní patří ke vzácným druhům.                                                                    |
| Konárovický topol †                                  |                                                                                    | Konárovice 50°0′45″ s. š., 15°16′34″ v. d.              | topol černý                   | 800           | 104070 Q26789083 |                                                                           | Strom rostl v jihozápadní části „ostrova V Souškách“ na severním břehu Klejnárky 0,3 km od soutoku s mlýnským náhonem zvaným Černá struha. Z původně mohutného kmene dnes zbyl jen pařez a torzo padlého kmene. Ještě v roce 1997 stál strom celý. V roce 2009 již jen impozantní skořepina, která se později též rozlomila a padla. Ochrana zrušena 13.10.2023. |
| Dub ve Vrchách                                       |                                                                                    | Kouřim 49°59′31″ s. š., 14°56′23″ v. d.                 | dub letní                     | 376           | 104067 Q26789081 | Kategorie „Dub ve Vrchách“ na Wikimedia Commons                           | V osadě Bulánka, v části zvané Vrchy u čp. 285 host. U Kuželova. |
| Jasany v Kouřimi                                     |                                                                                    | Kouřim 50°0′14″ s. š., 14°58′36″ v. d.                  | jasan ztepilý (2)             | 0             | 104016 Q26779993 |                                                                           | Dva památné stromy na Mírovém náměstí u pomníku padlých u zeleně značené poutní cesty Blaník–Říp a cyklistické trasy 0126. |
| Lípy u sv. Víta                                      |                                                                                    | Kouřim 50° s. š., 14°59′24″ v. d.                       | lípa malolistá (3)            | 0             | 104068 Q26780005 |                                                                           | Tři památné lípy nacházející se u kaple sv. Víta na Staré Kouřimi u žlutě značené turistické stezky a naučné stezky Stará Kouřim. |
| Topol bílý †                                         |                                                                                    | Kouřim 49°59′49″ s. š., 14°58′21″ v. d.                 | topol bílý                    | 352           | 104037 Q74845625 |                                                                           | Rostl u můstku přes Štrbovku, před vjezdem do Muzea lidových staveb. Zanikl při vichřici. Ochrana zrušena 31. března 2008. |
| Krakovanská lípa                                     | Lípa malolistá u evangelického kostela v Krakovanech                               | Krakovany 50°4′4″ s. š., 15°22′18″ v. d.                | lípa malolistá                | 0             | 104010 Q26780016 | Kategorie „Krakovanská lípa“ na Wikimedia Commons                         | Za vstupní branou na hřbitov, před vchodem do kostela. Jedna z původních dvou lip vyvrácena při vichřici 21. srpna 2000. Její ochrana následně zrušena. Druhá z lip má kmen s mohutnými kořenovými náběhy, koruna mírně poškozená vichřicí, na řezech zmlazuje. |
| Vrba bílá v Křečhoři                                 | Vrba bílá (Salix alba): malý trojúhelníkový parčík v křižovatce tří cest           | Křečhoř 50°1′29″ s. š., 15°7′39″ v. d.                  | vrba bílá                     | 525           | 104008 Q26789037 | Kategorie „Vrba bílá v Křečhoři“ na Wikimedia Commons                     | Park před obchodem, na rozcestí silnic u žlutě značené turistické stezky. |
| Kšelský jasan                                        |                                                                                    | Kšely 50°2′49″ s. š., 14°53′47″ v. d.                   | jasan ztepilý                 | 490           | 104036 Q26789062 | Kategorie „Kšelský jasan“ na Wikimedia Commons                            | Na evangelickém hřbitově u odbočky k silnici Český Brod – Kolín. Mohutný strom s nízkým kmenem a rozložitou korunou, malé procento suchých drobnějších větví. V minulosti ořezáno několik větví, rány kalusují, některé i zacelené. |
| Lípa ve Kšelích                                      |                                                                                    | Kšely 50°2′41″ s. š., 14°53′55″ v. d.                   | lípa malolistá                | 315           | 104035 Q26789061 | Kategorie „Lípa ve Kšelích“ na Wikimedia Commons                          | Na volném prostranství v západní části obce. Nízko založená koruna, v blízkosti vedení, k němu redukované větve, mírná asymetrie, v koruně vazby. |
| Libenický dub                                        |                                                                                    | Libenice 49°59′9″ s. š., 15°15′4″ v. d.                 | dub letní                     | 323           | 104066 Q12033309 | Kategorie „Libenický dub“ na Wikimedia Commons                            | Na evangelickém hřbitově při severní zdi. |
| Vrba u Kocandy                                       |                                                                                    | Libodřice 50°0′48″ s. š., 15°4′8″ v. d.                 | vrba bílá smuteční            | 455           | 104021 Q26789049 |                                                                           | Roste na rozcestí v zahradě obytného domu v osadě Kocanda. Pod stromem je památníček. Strom je značně polámaný, zůstaly jen 2 hlavní větve. Koruna je jednostranná, rány jsou ošetřeny a zamazány. Strom je vitální, obráží. Vrba je převislá. |
| Jasany u Lošanského hřbitova                         |                                                                                    | Lošany 49°59′52″ s. š., 15°7′39″ v. d.                  | jasan ztepilý (2)             | 337,380       | 104026 Q26779974 |                                                                           | Dva památné stromy u hřbitovní brány. |
| Lžovický dub ve Stráních                             |                                                                                    | Lžovice 50°2′35″ s. š., 15°18′31″ v. d.                 | dub letní                     | 423           | 104004 Q26789029 | Kategorie „Lžovický dub ve Stráních“ na Wikimedia Commons                 | Lesní oddělení 626F04, severně od obce Veletov a západně od Lžovic, v lokalitě zvané Stráň. |
| Lípy v Ohařích †                                     |                                                                                    | Ohaře 50°5′42″ s. š., 15°17′41″ v. d.                   | lípa malolistá (2)            | 352,438       | 104065 Q26779971 | Kategorie „Lípy v Ohařích“ na Wikimedia Commons                           | Dvě památné lípy se nachází na místním hřbitově. 21. srpna 2000 byly oba stromy poškozeny vichřicí. Silnější lípa přišla o jednu z kosterních větví. Rány byla zastřešena, instalovány vazby – kotvení na sousední strom, redukována koruna, později korekce výmladků. Dnes zcela odumřel zbytek kosterní větve, poslední výmladek na ní vylomen. Na bázi kmene dutina, pravidelně odstraňované výmladky, zbylá část koruny má dobrou vitalitu. U druhého jedince rána po vylomené větvi kalusující. Na kmenech obou lip roste několik plodnic troudnatce kopytovitého. Na lipách pozorován vzácný myrmekofilní potemník Mycetochara pygmaea, jenž žije v dutinách stromů v hnízdech a chodbách mravenců. Ochrana jedné z lip zrušena v roce 2022, druhé v roce 2024.                                                                                            |
| Buk u Opatovické obory                               |                                                                                    | Opatovice 49°57′55″ s. š., 15°11′45″ v. d.              | buk lesní                     | 428           | 104034 Q26789060 |                                                                           | Jižní břeh rybníka pod Opatovickou oborou, jihovýchodně od vsi. |
| Hraničář (Vrchlického dub)                           |                                                                                    | Ovčáry u Kolína 50°3′26″ s. š., 15°16′8″ v. d.          | dub letní                     | 465           | 104063 Q26789078 |                                                                           | Na okraji lesa v odd. 15 a5, severně od Písečného Mlýna a vodní nádrže Mlejnek, u žlutě značené turistické stezky. Hraniční strom byl rozhodnutím vlastníka Jana Čipery z velkostatku Býchory chráněn již v roce 1941. Pod stromem údajně sedával básník Jaroslav Vrchlický, když přebýval u svého strýce, faráře v Ovčárech. V posledních letech strom postupně usychal, zřejmě vlivem napadení ochmetem, od roku 2013 je souší. Nejníže položená silná větev na kmeni je odlomená, je zde hluboká dutina s trouchem, ve kterém byly nalezeny trusinky zlatohlávka skvostného. Dutiny obývá rovněž vzácný drabčík Hesperus rufipennis. |
| Lípa u Pašinky                                       |                                                                                    | Pašinka 49°59′59″ s. š., 15°11′2″ v. d.                 | lípa malolistá                | 247           | 104056 Q12034669 | Kategorie „Lípa u Pašinky“ na Wikimedia Commons                           | Na severozápadním okraji obce u Božích muk v poli. Podle kroniky obce Pašinka z roku 1920 byl strom byl nejspíše zasazen 16. května 1870. Zakoupen za 50 krejcarů a zasazen u příležitosti svěcení obrazu „Nejsvětější Trojice Boží“. V roce 2005 měla lípa u báze kmene výmladky, kmen bez poškození, v koruně cca 10% suchých větví, konce větví v minulosti zakráceny, zdravotní stav dobrý. |
| Oldříšský dub †                                      |                                                                                    | Pňov 50°5′2″ s. š., 15°9′1″ v. d.                       | dub letní                     | 683           | 104550 Q26789269 |                                                                           | Strom rostl na jihovýchodním okraji obce, vlevo u místní komunikace Pňov – Kosovo u naučné stezky Pňovský luh v zapojeném lesním porostu lužního lesa. Asi v roce 1910 došlo k vylomení větve v jehož dutině děti založily ohníček a kmen zčásti vyhořel. V dubnu 1997 proběhl zdravotní řez, zakrytí dutin, vyčištění dutiny, likvidace vyzdívky a asanace okolí. 21. srpna 2000 dub padl při vichřici. V roce 2007 došlo k zastřešení mohutného ležícího torza památného stromu a v jeho okolí bylo vytvořeno odpočinkové místo. |
| Lípy u Přehvozdí                                     |                                                                                    | Přehvozdí 50°1′25″ s. š., 14°50′15″ v. d.               | lípa malolistá (2)            | 0             | 104033 Q26779968 | Kategorie „Lípy u Přehvozdí“ na Wikimedia Commons                         | Dva památné stromy jižně od obce u silnice do Kostelce nad Černými lesy u křížku vedle žlutě značené turistické stezky a cyklistické trasy 0088. |
| Lípy u Pučer                                         |                                                                                    | Pučery 49°57′25″ s. š., 15°6′38″ v. d.                  | lípa malolistá                | 242           | 104062 Q26779975 |                                                                           | U křížku u spojovací cesty z Pučer na silnici mezi Prahou a Kutnou Horou. Původně šlo o skupinu čtyř lip zasazených v roce 1918 současně s postavením kamenného kříže na místě starého dřevěného, který připomínal zde pochované vojáky z napoleonských válek. Čtyři stromy zde stály ještě roku 1960, tři pak v roce 1992 a dva v roce 2004. V roce 2002 byla zrušena ochrana jedné lípy, jejíž část padla na zbývající exemplář, který poškodila. Poslední strom má jednostrannou (růst ve skupině) silně proschlou korunu. |
| Lípy v Radimi †                                      |                                                                                    | Radim u Kolína 50°4′21″ s. š., 15°0′34″ v. d.           | lípa malolistá (2)            | 330           | 104061           |                                                                           | Skupina původně čtyř lip zasazených v roce 1848 rostla u barokního mostu přes Výrovku při silnici na Chotutice. Kolem místa vede zeleně značená turistická stezka a cyklistická trasa 0125. V době vyhlášení ochrany v 70. letech 20. století rostly již jen dvě lípy. V roce 1979 vlivem silného větru jeden exemplář padl. V noci na 18. září 2015 došlo vlivem silné bouře k rozlomení i druhého stromu, který musel být následně pokácen. Ochrana zrušena 25. listopadu 2015. |
| Radlické lípy †                                      |                                                                                    | Radlice u Barchovic 49°56′3″ s. š., 14°56′47″ v. d.     | lípa malolistá (3)            | 0             | 104564           |                                                                           | Z původních tří památných lip u zvoničky v Radlicích dnes není žádná. Status památného stromu zrušen ke dni 14. března 2005 |
| Dub letní v Plačku                                   |                                                                                    | Radovesnice II 50°6′24″ s. š., 15°21′17″ v. d.          | dub letní                     | 363           | 104011 Q26789040 | Kategorie „Dub letní v Plačku“ na Wikimedia Commons                       | V lokalitě zvané Plaček. Strom napaden ochmetem avšak vitální. V roce 2017 zdravý. Koruna ovlivněná růstem v zápoji, na bázi suché větve kvůli zastínění. |
| Dub v Podstáji I „Silný“                             |                                                                                    | Radovesnice II 50°6′9″ s. š., 15°19′49″ v. d.           | dub letní                     | 568           | 104060 Q26789077 | Kategorie „Dub v Podstáji I“ na Wikimedia Commons                         | Mrtvé torzo vlevo od cesty Podstáji od Doman k Ohařům, lesní oddělení 216 b12 (44 E2), jižně od obce. |
| Dub v Podstáji II                                    |                                                                                    | Radovesnice II 50°6′12″ s. š., 15°19′49″ v. d.          | dub letní                     | 385           | 104059 Q26789076 | Kategorie „Dub v Podstáji II“ na Wikimedia Commons                        | V části lesa Podstáj, jižně od obce, u lesní cesty les odd 216 b12. Dnes už pouze torzo mrtvého stromu. |
| Dub v Podstáji III                                   |                                                                                    | Radovesnice II 50°6′12″ s. š., 15°19′50″ v. d.          | dub letní                     | 336           | 104058 Q26789075 | Kategorie „Dub v Podstáji III“ na Wikimedia Commons                       | V části lesa Podstáj, jižně od obce, u lesní cesty lesního oddělení 216b12. Silně poškozený strom vitální pouze z 10%. |
| Cedr v Ratboři                                       |                                                                                    | Ratboř 49°58′44″ s. š., 15°9′46″ v. d.                  | cedr atlaský                  | 277           | 104057 Q26789074 |                                                                           | Na hřbitově u hrobu K. Simona, u jižní zdi. Podle obecní kroniky zasazen v roce 1918 na konci 1. světové války Františkem Novotným na přání vojáka Adolf Vodvárky, který v létě 1917 v polním lazaretu v jugoslávské Lublani podlehl úplavici. Jeho posledním přáním bylo, aby František (jeho ošetřovatel) po návratu domů zasadil u zdi ratbořského hřbitova stromek z Lublaně. V roce 2005 kmen nepoškozený, přímý, koruna bez suchých větví, jedna větev zlomená, ve vrcholových partiích šišky. |
| Lípa u Mlýnského potoka †                            |                                                                                    | Starý Kolín                                             | lípa malolistá                | 345           | 104563           |                                                                           | Na pravém břehu potoka, vedle rodinné zástavby; status památného stromu zrušen k 14. září 2000 |
| Dub ve Svojšické bažantnici                          |                                                                                    | Svojšice u Kouřimi 49°59′51″ s. š., 15°2′26″ v. d.      | dub letní                     | 571           | 104031 Q26789058 |                                                                           | Jižně od obce za Svojšickým rybníkem v tzv. Svojšické bažantnici, v lesním oddělení 52 e4. Jedná se o strom veterán, jeho zdravotní stav je dobrý, kvete ale neplodí. |
| Platan ve Svojšicích                                 |                                                                                    | Svojšice u Kouřimi 50°0′10″ s. š., 15°2′25″ v. d.       | platan javorolistý            | 480           | 104032 Q26789059 |                                                                           | V areálu Ústavu sociální péče sídlící v budově zámku. Strom kvete a plodí, jeho zdravotní stav je velmi dobrý. |
| Tatecká lípa republiky                               |                                                                                    | Tatce 50°5′31″ s. š., 14°58′34″ v. d.                   | lípa malolistá                | 272           | 103716 Q26788720 | Kategorie „Tatecká lípa republiky“ na Wikimedia Commons                   | Na návsi. Zasazená v roce 1918 na počest vzniku Československé republiky. Zdravotní stav stromu je výborný. |
| Lípa v Třebovli                                      |                                                                                    | Třebovle 50°1′54″ s. š., 14°57′41″ v. d.                | lípa malolistá                | 602           | 104030 Q26789057 | Kategorie „Lípa v Třebovli“ na Wikimedia Commons                          | Severně od obce u silnice vedle areálu zemědělského družstva. Strom byl zasazen kolem roku 1680, jeho zdravotní stav není příliš uspokojivý, nicméně stále kvete a plodí. Má válcovitý kmen s hrubou topolovou borkou a mnoha boulemi, zmlazuje. |
| Lípa v serpentině                                    |                                                                                    | Týnec nad Labem 50°2′23″ s. š., 15°21′20″ v. d.         | lípa malolistá                | 233           | 105389 Q26789833 | Kategorie „Tilia cordata in zigzag, Týnec nad Labem“ na Wikimedia Commons | V intravilánu města uvnitř kličky silnice procházející Husovou ulicí. Solitérní strom se široce založenou korunou, dvě kosterní větve, mírně problematické úžlabí, zasazený kolem roku 1900. Jeho zdravotní stav je velmi dobrý, kvete a plodí. |
| Lípa v Týnci nad Labem (Lípa před budovou děkanství) |                                                                                    | Týnec nad Labem 50°2′26″ s. š., 15°21′31″ v. d.         | lípa malolistá                | 384           | 104055 Q12034703 | Kategorie „Lípa v Týnci nad Labem“ na Wikimedia Commons                   | Před budovou děkanství v obci. Původně zde rostly lípy dvě lípy. 21. srpna 2000 došlo vlivem vichřice k ulomení kosterní větve jedné a otevření rozsáhlé dutiny jedné z nich. Strom následně zbaven ochrany a jeho torzo z bezpečnostních důvodů poraženo. Na místě vysazena nová lípa. Stav zbývajícího stromu v roce 2002 posouzen jako mírně zhoršený. Jeho dutiny v kmeni ošetřeny, opatřeny stříškami. v roce 2012 koruna zpevněna lanem. Strom kvete a plodí. |
| Melasův kaštan                                       |                                                                                    | Týnec nad Labem 50°2′25″ s. š., 15°21′31″ v. d.         | jírovec maďal                 | 267           | 104054 Q12036348 | Kategorie „Melasův maďal“ na Wikimedia Commons                            | Roste před památníkem obětem války, mezi farou a školou u ulice Na Stráni. Údajně zasazen v roce 1803 generálem Michaelem Benediktem Melasem. |
| Týnecký dub na Ostrově                               |                                                                                    | Týnec nad Labem 50°2′8″ s. š., 15°20′44″ v. d.          | dub letní                     | 246           | 105801 Q26790381 | Kategorie „Týnecký dub na Ostrově“ na Wikimedia Commons                   | Západně od města v jihozápadní části lokality Na Ostrově na pravém břehu Labe. |
| Dub Zmrzlých u Čížovky                               |                                                                                    | Uhlířská Lhota 50°4′36″ s. š., 15°22′31″ v. d.          | dub letní                     | 352           | 105800 Q26790380 |                                                                           | Poblíž lesíka Čížovka na louce západně od obce |
| Dub letní pod Slavenčí u Veletova                    |                                                                                    | Veletov 50°1′34″ s. š., 15°17′32″ v. d.                 | dub letní                     | 343           | 105802 Q26790382 | Kategorie „ Quercus robur at Slaveneč“ na Wikimedia Commons               | Západně od obce na pravém břehu Labe jižně od louky s místním názvem Slaveneč. Solitérní strom se široce rozloženou korunou sahající téměř až k zemi, několik suchých větví, zdravý, bez poškození. Skauti, na jejichž pozemku dub roste, stromu přezdívají „Vlasta“ na památku prvního skautského vůdce v Kolíně. |
| Dub ve Veltrubském luhu                              |                                                                                    | Veltruby 50°4′20″ s. š., 15°9′47″ v. d.                 | dub letní                     | 538           | 104052 Q26789073 | Kategorie „Dub ve Veltrubském luhu“ na Wikimedia Commons                  | Roste v Přírodní rezervaci Veltrubský luh, v části zvané „Na starém přelovu“, v lesní oddělení 37 e1, polesí Libice. Jde o mohutný strom, který má na kmeni poměrně rozsáhlé poranění sahající až do koruny, nejspíše po zásahu bleskem, v ní zlomy, suché větve, odlomená silná větev, která leží na zemi, vitalita dobrá, ve vrcholu koruny neprosychá. |
| Veltrubská lípa †                                    |                                                                                    | Veltruby 50°4′11″ s. š., 15°11′6″ v. d.                 | lípa malolistá                | 375           | 104053 Q11879167 | Kategorie „Veltrubská lípa“ na Wikimedia Commons                          | U kapličky Panny Marie Bolestné na návsi ve středu obce. Původně ze společných kořenů vyrůstající skupinka tří kmenů, tvořící jednu rozložitou korunu, dne už stojí pouze dva. Rozložitá zdravá koruna, na kmeni a bázi koruny několik dutinek po odříznutých větvích, jedna větší zaplněná cementem, mohutné kořenové náběhy, jeden z nich poškozený s odlupující se kůrou, částečně obnažené kořeny. Dne 24.6.2021 se lípa rozlomila, ochrana zrušena 14.09.2021. |
| Zalešanské maďaly                                    |                                                                                    | Zalešany 50°2′3″ s. š., 15°0′20″ v. d.                  | jírovec maďal (2)             | 280,292       | 104051 Q26779983 | Kategorie „Zalešanské maďaly“ na Wikimedia Commons                        | Dva památné stromy na západním okraji obce u rozcestí polních cest „Na Františku“ u božích muk. |
| Lipová alej v Zásmukách                              |                                                                                    | Zásmuky 49°57′57″ s. š., 15°2′3″ v. d.                  | lípa malolistá (110)          | 0             | 104050 Q12033615 | Kategorie „Alej v Zásmukách“ na Wikimedia Commons                         | Oboustranně podél silnice ze Zásmuk ke kapli „Narození Panny Marie“. Místo nazývané též „V lipkách“ čí „Horní lipky“. Stromořadí nechal vysadit hrabě Adolf Vratislav ze Šternberka někdy v letech 1654–1662. původní počet stromů se se odhaduje kolem 140. V roce 2003 doporučeno 18 lip k likvidaci. Při poslední revizi v roce 2009 bylo napočítáno celkem 90 kusů. Alej byla průběžně dosazována nejen lipami, ale i dubem, lískami, jeřáby ptačími, javory či dokonce jehličnany. Většina těchto nevhodně vysazených dřevin je již odstraněna. Celistvost aleje tak narušují pouze dva javory a jeden dub. Lípy v aleji nejsou v dobrém zdravotním stavu. Během průzkumu v roce 2014 zde byl potvrzen výskyt chráněného páchníka hnědého. |
| Dub u Žehuňského rybníka                             |                                                                                    | Žehuň 50°8′17″ s. š., 15°17′33″ v. d.                   | dub letní                     | 555           | 103711 Q11833051 | Kategorie „Dub letní v Žehuni“ na Wikimedia Commons                       | U obce na břehu Žehuňského rybníka, nad sádkami u modře značené turistické stezky. Dub byl vysazen ke zpevnění hráze při založení rybníka v letech 1492–97. Při zvyšování hráze během úprav Žehuňského rybníka v letech 1951–55 byla část jeho kmene zakryta navážkou. Podle tradice traduje jde o tzv. hraniční strom „Hraničář“ a to mezi někdejšími panstvími poděbradským a chlumeckým. V roce 2017 v dobrém zdravotním stavu. Ve vrcholu koruny pozorováno několik suchých silnějších větví, na úrovni báze koruny a v celé délce kmene rána patrně od blesku, kalusující, dřevo prozatím netrouchniví. |
| Lípy v Žehuni                                        |                                                                                    | Žehuň 50°8′8″ s. š., 15°17′24″ v. d.                    | lípa malolistá (2)            | 275,371       | 103706 Q12034740 | Kategorie „Lípy malolisté v Žehuni“ na Wikimedia Commons                  | Dva památné stromy ve středu obce, vedle sochy sv. Jana Nepomuckého u modře značené turistické stezky. Původní socha sv. Jana Nepomuckého z roku 1796 byla v roce 1832 nahrazena novou. Při jedné z těchto událostí byly okolo zasazeny čtyři lípy. V době vyhlášení ochrany (1972) už rostly na místě jen tři. Dnes se zde nachází dvě. Menší exemplář má značně rozšířenou boulovitou bázi kmene a asymetrickou korunu, redukovanou směrem k druhé. V roce 2017 menší procento suchých větví, zdravotní stav dobrý. Druhý strom je značně vykotlaný, ztrouchnivělý s boulovitou bází kmene. V roce 2017 měl kořenové náběhy částečně poškozené s dutinami, kořeny vystupující na povrch, poškozené patrně sekáním trávy, centrální otevřenou dutinu sahající do kosterních větví. Jeho korunu tvoří zčásti výmladky (pravá kosterní větev), vitalita je dobrá. |
| Topoly u Žehuňského rybníka                          |                                                                                    | Žehuň 50°8′24″ s. š., 15°17′26″ v. d.                   | topol bílý (3)                | 455, 402, 383 | 103712 Q26779970 |                                                                           | Tři památné topoly vysazené v západním svahu hráze Žehuňského rybníka u modře značené turistické stezky. Kmen nejsilnějšího ze tří jedinců se dělí na tři kosterní větve, ze strany od silnice odstraněné dvě silné větve, rány v okrajích s kalusem, ve starší vzniká dutina, suché větve i silnější, odpovídající věku. U druhého stromu spodní větve ořezány směrem k silnici, odstraněny silné větve na jedné ze dvou kosterních větví, v ránách vznikají dutiny, v okrajích se vytváří kalus, menší množství suchých větví. Třetí topol je v dobrém zdravotním stavu, jedna ze silnějších větví sahající do porostu s odlomeným terminálem, menší procento suchých větví nižších řádů. |
| Lípa u kostela sv. Prokopa v Žeželicích              |                                                                                    | Žiželice nad Cidlinou 50°7′58″ s. š., 15°23′30″ v. d.   | lípa malolistá                | 284           | 104019 Q12034681 | Kategorie „Lípa v Žiželicích“ na Wikimedia Commons                        | U kostela sv. Prokopa v Žiželicích vedle cyklistické trasy 4199. Zdravotní stav velmi dobrý až vitální, kvete a plodí. V roce 2017 menší procento suchých větví, koruna ve směru od hlavní silnice ke kostelu výrazněji asymetrická, ve směru kolmém do široka rozložená. |
| Žiželická vrba †                                     |                                                                                    | Žiželice nad Cidlinou 50°7′53″ s. š., 15°24′17″ v. d.   | vrba bílá                     | 440           | 104013           |                                                                           | Rostla v lokalitě Přední louky u Žiželic. Na jaře roku 2010 se odlomil celý kmen, který v předchozích letech proschl po zásahu bleskem. Na místě byly zaznamenány dvě olistěné větve vyrůstající z torza a několik výmladků. Status památného stromu zrušen k 1. červnu 2011 – torzo stromu ponecháno na místě. |
| Žiželická lípa                                       |                                                                                    | Žiželice nad Cidlinou 50°7′59″ s. š., 15°23′57″ v. d.   | lípa malolistá                | 355           | 104049 Q26789072 |                                                                           | U čp. 132 – hořejší mlýn, na pravém břehu náhonu za mlýnem. Má nízký kmen dělící se ve dvě kosterní větve s tlakovým větvením. Zdravý jedinec, ve spodní části koruny část suchých větví. |